# ダーク・ルナシー
ダーク・ルナシー（英語: Dark Lunacy）はイタリアのメロディックデスメタルバンド。ダーク・トランキュリティに影響を受けながらも、管弦楽を取り入れ、悲哀に満ちた音楽性で注目を浴びる。イタリアのバンドながら、フョードル・ドストエフスキーの熱心な読者であるマイクを中心にロシアへ傾倒しており、2006年に発表された「ザ・ダイアリスト」では、管弦楽を取り払いながらも、歴史的な悲劇レニングラード包囲戦を歌うコンセプトアルバムとして高い評価を受けた。

## 音楽性
ハロウィンやレイジ等のパワーメタルやクラシックなメタルをルーツに持ちながら、アット・ザ・ゲイツや初期イン・フレイムス、ダーク・トランキュリティ等に影響を受けており、自身の音楽をドラマティック・デス・メタルと呼称している。
2nd Album『Forget Me Not』までは、デスメタルという表現形態にゴシック・テイストを加えた、スピーディでアグレッシヴ、メランコリックかつ荘厳でプログレ風味なサウンドが特徴だった。元々、ロシア文学に傾倒しドストエフスキーに心酔するマイクが、「俺が書いた詩に音楽を付けてくれ」とエノミスに頼み、それらを具現化するべく誕生したプロジェクトだったこともあり、1st Album『Devoid』では旧ソヴィエト連邦が誇った赤軍合唱団の音源をそのままクワイヤ・パートに使うという独自手法を用いている。また、サンプリングやキーボードではなく全楽器を人間が演奏しているという感覚を欲したバンドは、第1ヴァイオリン、第2ヴァイオリン、ヴィオラ、チェロの弦楽四重奏、アコーディオン、ピアノ、ソプラノ等を惜しみなく導入しており、これによってメロディック・デス・メタルらしいアグレッションの中に、寂寞とした叙情美、破壊美と情念を見事に表現している。なお、アコーディオンとグランド・ピアノはエノミスが担当していた。
3rd Album『The Diarist』は初のコンセプトアルバムであり、それまでトレードマークとなっていた弦楽四重奏が影を潜めるなど、音楽性に大きな変化が見られた。2003年にマイクがサンクトペテルブルク(旧レニングラード)を訪れ、第二次世界大戦における最も過酷にして悲惨な戦闘のひとつと言われる、ドイツ軍とソ連軍が激突したレニングラード包囲戦の傷跡の数々を実際に見て廻ったことをきっかけに製作された。この作品は、ドイツ人女性の作家・著述家が約900日間続いたとされる包囲戦の最中に綴った日記を題材としている。ここでも、1st Albumで用いられた手法がとられており、ロシア民謡「ヴォルガの舟唄」や当時のソ連外相モロトフのラジオ演説等が楽曲の一部に使われている他、合唱パートはロシアの古いレコード音源を用いている。
マイク以外のメンバーが総入れ替えとなった4th Album『Weaver Of Forgotten』では音楽性がさらに変化し、無機質なヘヴィネスとダークかつ内省的なアグレッション溢れる作品となっている。フルートやイングリッシュ・ホルン、弦楽四重奏が起用されているものの、クラシカルな耽美性やシアトリカルな悲壮感は一気に減退している。
5th Album『The Day Of Victory』では前作で一新したバンドメンバーとの結束も高まったこともあり、マイクは自身の音楽的ルーツに戻ることを選択した。『The Diarist』に続いて再びロシアの歴史を題材に選び、1945年より続く5月9日のロシアの勝戦記念日を題材とした本作は、随所に散りばめられた赤軍合唱団のような重厚なクワイアが特徴的な作品となった。
6th Album『The Rain After The Snow』では、バンドの黄金期に構築した世界観の素晴らしさを再認識したマイクが、当時と同じマインドでニューアルバムを制作することを決断。マイクが求める音楽をベーシストのジャコポが完璧に理解し、音楽的バックグラウンドであるクラシックを存分に活かした原点回帰的作品となった。弦楽四重奏やピアノ、ソプラノとクワイアを効果的に配置し、『Devoid』や『Forget Me Not』のフィーリングを見事に継承している。

## 略歴
イタリアエミリア＝ロマーニャ州パルマ県パルマで、1997年にマイク・ルナシー(Vo)とエノミス(G)で結成され、当初は二人による作曲プロジェクトとしてスタートした。1998年に自主制作のミニ・アルバム『Silent Storm』をリリースすると、この作品がアンダーグラウンドのメタル・シーンで好評を得た。この時はマイクがベースを、エノミスがキーボードを兼任し、ドラムにはヴォールトを迎えてレコーディングした。二人は『Silent Storm』の好評を受け、パーマネントなリズムセクションを加入させてバンド活動を本格化することを決意。同年にハラパッド(B)とバイカル(Dr)を迎えることでバンドとして新たに生まれ変わった。
1999年にプロモーション用ミニ・アルバム『Selenity』を製作し、フューエル・レコードを契約。2000年にはセルフ・ディストリビューションとマネジメント契約している。同年11月に1stアルバム『Devoid』でヨーロッパデビューを飾る。翌2001年には、ベル・アンティークから輸入盤に帯･解説が付加される形でリリースされ、日本デビューを果たした。同年3月には「Devoid Italian 2001」と銘打ったツアーを行い、イタリアを代表するメタル・バンドとしての認知を獲得した。
その後、ハラパッドが脱退し、イマー (B)が加入する。2003年に2ndアルバム『Forget Me Not』をリリース。日本ではビクターエンタテインメントからのリリースとなった。それから順調に活動を続け、2006年に3rdアルバム『The Diarist』をリリース。同アルバムは、前述の通り、高い評価を得た。日本では、サウンドホリックからのリリースとなった。また、同年にはイマーとバイカルがバンドから脱退し、メアリー・アン (B)とマティアス (Dr)が加入する。しかし、2007年にマティアスが脱退し、イマー、バイカル共に復帰した。そのため、メアリー・アンはギターに転向した。これによって、長らく4人体制だったバンドは5人体制に変わった。
2009年6月、結成時のメンバーでマイクと共にバンドを支えてきたエノミスが個人的な理由で脱退。後任にはジモン (G)が加入した。しかし、2010年初頭に、マイクを除くメンバー4人全員が脱退し、新たに、ダニエレ・ガラッシ (G)、クラウディオ・チンクエグラーナ (G)、アンディ・マルチーニ (B)、アレッサンドロ・ヴァニョーニ (Dr)が加入した。同年11月に4thアルバム『Weaver Of Forgotten』をリリース。日本では、新興レーベル、ルビコン・ミュージックからのリリースとなった。
2013年には、メキシコシティでのライヴを収録した初のライヴ・アルバム『Live In Mexico City』をリリースした。この後、クラウディオ・チンクエグラーナとアンディ・マルチーニが脱退。ジャコポ・ロッシ (B)が新たに加入した。ギタリストの加入はなかった。2014年に、5thアルバム『The Day of Victory』をリリースした。
2015年8月、Evoken de Valhall Production主催の「Extreme Dark Night」にて初来日。デンマークのマーサナリーらと共に大阪、名古屋、東京にてライヴを行った。
2016年3月にダニエレ・ガラッシとアレッサンドロ・ヴァニョーニが脱退した。バンドの中心人物のマイクはインタビューで、ダニエレとアレッサンドロの脱退は友好的なものではなかったと語っている。マイクによれば、マイクはダーク・ルナシーの音楽性を初期のものへ回帰させようとしていたが、ダニエレとアレッサンドロはその理解が不足していたとのこと。そのため、ジャコポ・ロッシをアルバム制作のリーダーに据えようとしたものの、ダニエレとアレッサンドロがこれを受け入れず、バンド内での対立に発展し、最終的にダニエレとアレッサンドロがバンドを脱退したとマイクは語っている。同年11月にダヴィデ・リナルディ (G)とマルコ・ビンダ (Ds)が加入した。ダヴィデはマイクの友人、マルコはジャコポの友人であった。12月には6thアルバム『The Rain After the Snow』をリリース。尚、同アルバムには新メンバー2名は当初セッションの形で参加しており、レコーディング終了後正式に加入が発表された。アルバムにおいても正式メンバーとしてクレジットされている。同アルバムは前述のマイクの意向の通り、ジャコポが全曲の作曲・編曲を担っており、プロデュースもジャコポが担っている。

2017年11月、Evoken de Valhall Production主催の「Extreme Dark Night vol.5」にて再来日。アンドラ公国のプログレッシブデスメタルバンド ペルセフォネと共に名古屋、東京にてライヴを行った。

## メンバー

### 現メンバー
- マイク・ルナシー (Mike Lunacy) - ボーカル (1997 - )

エノミス脱退後から2013年秋頃までピアノを兼任していた。
- ダヴィデ・リナルディ (Davide Rinaldi) - ギター (2016 - )
- ジャコポ・"ジャック"・ロッシ (Jacopo "Jack" Rossi) - ベース、ピアノ (2013 - )

アレッサンドロ・ヴァニョーニの脱退頃からピアノを兼任する。
6thアルバム『The Rain After the Snow』では、全曲の作曲・編曲、並びに音楽プロデューサーも務めた。
- マルコ・ビンダ (Marco Binda) - ドラムス (2016 - )

### 旧メンバー
- エノミス (Enomys) - ギター・ピアノ (1997 - 2009)

1stアルバムから3rdアルバムの全ての楽曲の作曲に携わっている。
- メアリー・アン (Mary Ann) - ギター (2007 - 2010)

当初はベースを担当していたが、イマーの復帰に伴いギターに転向した。
- ジモン (Simon) - ギター (2009 - 2010)
- クラウディオ・"クロード"・チンクエグラーナ (Claudio "Clode" Cinquegrana) - ギター (2010 - 2013)
- ダニエレ・"ダン"・ガラッシ (Daniele "Dan" Galassi) - ギター (2010 - 2016)

インフェルナル・ポエトリーでも活動中。
- ハラパッド (Harpad) - ベース (1998 - 2001)
- イマー (Imer) - ベース (2001 - 2006、2007 - 2010)
- アンディ・マルチーニ (Andy Marchini) - ベース (2010 - 2013)

サディストでも活動中。
- バイカル (Baijkal) - ドラムス (1998 - 2006、2007 - 2010)
- ヴォールト (Vault) - ドラムス (1998)
- マティアス (Mathias) - ドラムス (2006 - 2007)
- アレッサンドロ・"アレックス"・ヴァニョーニ (Alessandro "Alex" Vagnoni) - ドラムス、ピアノ (2010 - 2016)

2013年秋頃から脱退まで、ピアノを兼任した。
インフェルナル・ポエトリー、Resurrecturisで活動。

## ディスコグラフィ
- Silent Storm （1998年） - EP
- Serenity （1999年） - デモ
- Devoid （2000年）
- Twice （2002年） - インフェルナル・ポエトリーとのスプリットCD
- Forget Me Not （2003年）
- The Diarist （2006年）
- Weaver Of Forgotten　(2010年)
- Live In Mexico City (2013年) - メキシコシティでのライヴを収録
- The Day of Victory (2014年)
- The Rain After the Snow (2016年)